# لانس مور
لانس مور (بالإنجليزية: Lance Moore)‏ (و. 1983  م) هو لاعب كرة قدم أمريكية، من الولايات المتحدة، ولد في كولومبوس، أوهايو، يلعب كمستقبل واسع ‏.

## التعليم
تعلم في Westerville South High School ‏.